# Echinodorus subalatus
Echinodorus subalatus är en svaltingväxtart som först beskrevs av Carl Friedrich Philipp von Martius och Julius Hermann Schultes, och fick sitt nu gällande namn av August Heinrich Rudolf Grisebach. Echinodorus subalatus ingår i släktet Echinodorus och familjen svaltingväxter. Inga underarter finns listade.

## Bildgalleri

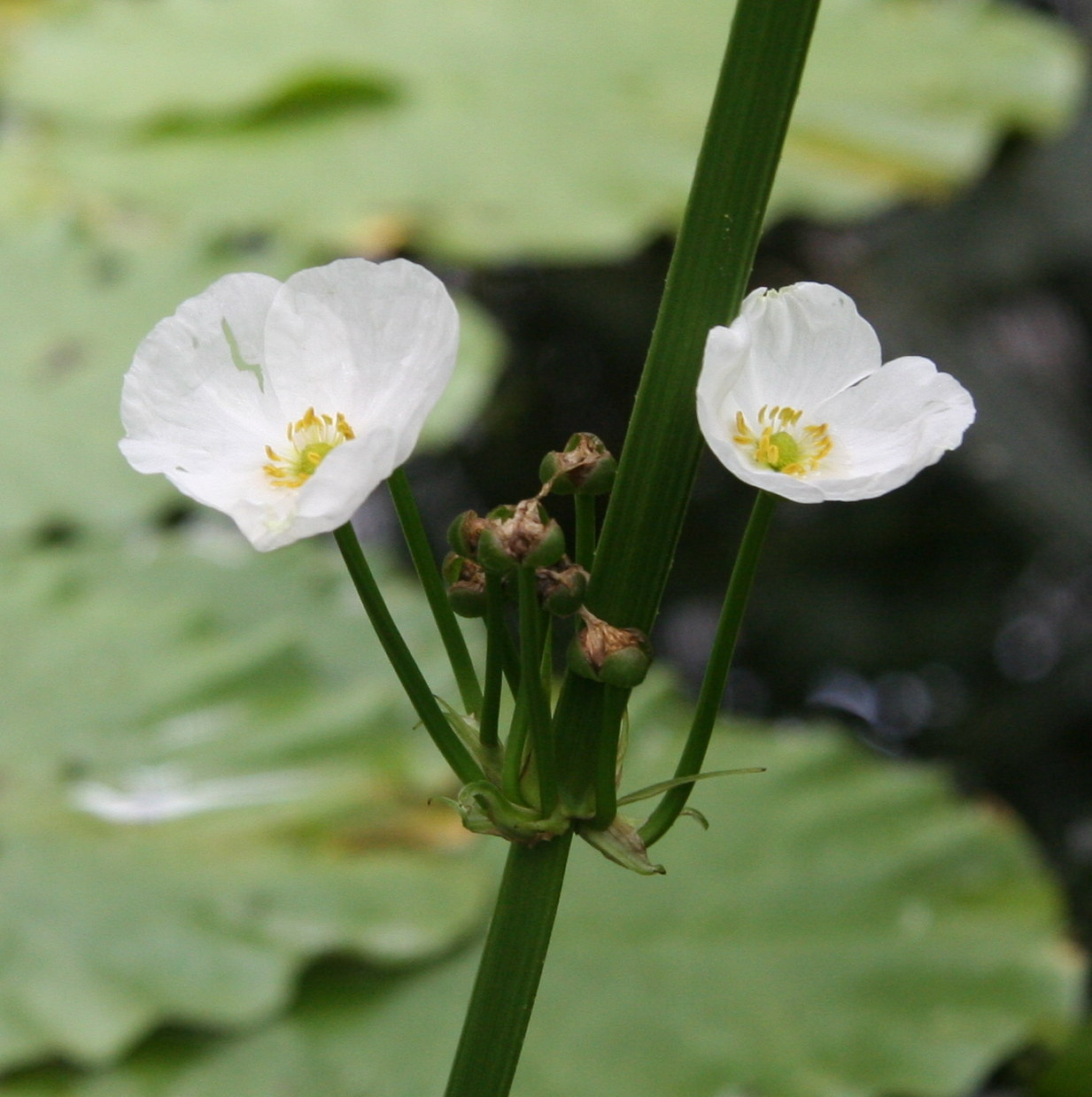